# Ghamra
Ghamra (também escrito Rhamra) é uma vila situada na comuna de Guemar, no distrito de Guemar, província de El Oued, Argélia. A vila está localizada somente ao oeste da rodovia N3, a 5 quilômetros (3,1 milhas) ao norte de Guemar.